# Campeonato Paulista 2019
El Campeonato Paulista de Fútbol 2019 fue la 118ª edición del principal campeonato de clubes de fútbol del estado de São Paulo (Brasil). El torneo fue organizado por la Federación Paulista de Fútbol (FPF) y se extendió  desde el 19 de enero de 2019 hasta el 21 de abril del mismo año. Concedió  tres cupos para la Copa do Brasil de 2020 y dos cupos para el Campeonato Brasileño de Serie D para clubes no pertenecientes a la Serie A, Serie B o Serie C del Brasileirão.

## Sistema de juego
Con la reducción del número de participantes de 20 a 16 equipos, los equipos serán divididos en cuatro grupos de cuatro equipos cada uno. Los equipos de un grupo enfrentan a los clubes de los otros grupos. En total, cada equipo participante disputa 12 partidos en la primera fase. Los dos primeros clasificados de cada grupo avanzan a cuartos de final, que se disputan en partido único en casa del club con mejor campaña de la primera fase. Las semifinales también son disputadas en partido único. La final se disputa en juegos de ida y vuelta, sin tener en cuenta el gol en condición de visitante.
Los tres primeros del campeonato clasificarán para la Copa de Brasil del 2020. Si uno de ellos, resulta clasificado a la Copa Libertadores 2019, el cuarto ubicado será el clasificado y así, sucesivamente. Para esta edición, descenderán 2 equipos y ascenderán 2 para la edición del 2020. Los descendidos resultarán de la tabla general que reúne a todos los equipos.

### Criterios de desempate
En caso de que haya dos o más equipos empatados en puntos al finalizar la primera fase del campeonato, los criterios de desempate son:
1. Mayor número de partidos ganados.
2. Mejor diferencia de gol.
3. Mayor número de goles a favor.
4. Menor número de tarjetas rojas recibidas.
5. Menor número de tarjetas amarillas recibidas.
6. Sorteo.

En caso de que haya dos equipos empatados en puntos al finalizar la segunda, tercera o cuarta fase (cuartos de final, semifinales y final) del campeonato, el desempate se realizará, directamente, en tiros desde el punto penal.

## Equipos participantes

### Ascensos y descensos
| Pos. | Descendidos en la temporada 2018 |
| ---- | -------------------------------- |
| 15.º | Linense                          |
| 16.º | Santo André                      |

| Pos. | Ascendidos de la Serie A2 |
| ---- | ------------------------- |
| 1.º  | Guaraní de Campinas       |
| 2.º  | Oeste                     |

### Información de los equipos
| Equipo          | Ciudad             | Estadio                   | Capacidad | Posición 2018  |
| --------------- | ------------------ | ------------------------- | --------- | -------------- |
| Botafogo        | Ribeirão Preto     | Santa Cruz                | 29 292    | 8.º            |
| Bragantino      | Bragança Paulista  | Nabi Abi Chedid           | 17 000    | 6.º            |
| Corinthians     | São Paulo          | Arena Corinthians         | 48 000    | 1.º            |
| Ferroviária     | Araraquara         | Arena da Fonte Luminosa   | 20 950    | 13.º           |
| Guaraní         | Campinas           | Brinco de Ouro            | 35 000    | 1.º (Serie A2) |
| Ituano          | Itu                | Novelli Júnior            | 18 560    | 12.º           |
| Mirassol        | Mirassol           | José María de Campos Maia | 15 000    | 10.º           |
| Novorizontino   | Novo Horizonte     | Jorge Ismael de Biasi     | 16 000    | 5.º            |
| Oeste           | Barueri            | Arena Barueri             | 31 452    | 2.º (Serie A2) |
| Palmeiras       | São Paulo          | Allianz Parque            | 40 199    | 2.º            |
| Ponte Preta     | Campinas           | Moisés Lucarelli          | 19 728    | 9.º            |
| Red Bull Brasil | Campinas           | Moisés Lucarelli          | 19 728    | 14.º           |
| Santos          | Santos             | Vila Belmiro              | 16 798    | 4.º            |
| São Bento       | Sorocaba           | Walter Ribeiro            | 13 772    | 11.º           |
| São Caetano     | São Caetano do Sul | Anacleto Campanella       | 14 400    | 7.º            |
| São Paulo       | São Paulo          | Pacaembú                  | 67 428    | 3.º            |

## Primera fase

### Grupo A
| Pos. | Equipos         | PJ | PG | PE | PP | GF | GC | Dif. | Pts. |
| ---- | --------------- | -- | -- | -- | -- | -- | -- | ---- | ---- |
| 1.   | Red Bull Brasil | 12 | 8  | 3  | 1  | 19 | 10 | +9   | 27   |
| 2.   | Santos          | 12 | 7  | 2  | 3  | 19 | 13 | +6   | 23   |
| 3.   | Ponte Preta     | 12 | 5  | 4  | 3  | 13 | 7  | +5   | 19   |
| 4.   | São Caetano     | 12 | 1  | 5  | 6  | 12 | 21 | -9   | 8    |

### Grupo B
| Pos. | Equipos             | PJ | PG | PE | PP | GF | GC | Dif. | Pts. |
| ---- | ------------------- | -- | -- | -- | -- | -- | -- | ---- | ---- |
| 1.   | Palmeiras           | 12 | 7  | 4  | 1  | 13 | 5  | +8   | 25   |
| 2.   | Novorizontino       | 12 | 5  | 5  | 2  | 10 | 9  | +1   | 20   |
| 3.   | Guaraní de Campinas | 12 | 4  | 2  | 6  | 13 | 18 | -5   | 14   |
| 4.   | São Bento           | 12 | 1  | 4  | 7  | 8  | 18 | -10  | 7    |

### Grupo C
| Pos. | Equipos     | PJ | PG | PE | PP | GF | GC | Dif. | Pts. |
| ---- | ----------- | -- | -- | -- | -- | -- | -- | ---- | ---- |
| 1.   | Corinthians | 12 | 6  | 3  | 3  | 10 | 8  | +2   | 21   |
| 2.   | Ferroviária | 12 | 4  | 6  | 2  | 12 | 9  | +3   | 18   |
| 3.   | Mirassol    | 12 | 2  | 5  | 5  | 9  | 18 | -9   | 11   |
| 4.   | Bragantino  | 12 | 2  | 4  | 6  | 11 | 21 | -10  | 10   |

### Grupo D
| Pos. | Equipos   | PJ | PG | PE | PP | GF | GC | Dif. | Pts. |
| ---- | --------- | -- | -- | -- | -- | -- | -- | ---- | ---- |
| 1.   | São Paulo | 12 | 10 | 1  | 1  | 45 | 10 | +35  | 17   |
| 2.   | Ituano    | 12 | 4  | 3  | 5  | 13 | 10 | +3   | 15   |
| 3.   | Oeste     | 12 | 3  | 4  | 5  | 13 | 14 | -1   | 13   |
| 4.   | Botafogo  | 12 | 3  | 2  | 7  | 14 | 15 | -1   | 11   |

|  |                                 |
|  | Clasificado a cuartos de final. |
|  | Eliminados                      |

### Resultados
- Los estadios y horarios del torneo se encuentra en la página oficial de la FPF.[3]

- La hora de cada encuentro corresponde al huso horario correspondiente al Estado de São Paulo (UTC-3).

| Ponte Preta     | 0 - 0 | Oeste               | Moisés Lucarelli  | 19 de enero | 16:30 |
| Santos          | 1 - 0 | Ferroviária         | Vila Belmiro      | 19 de enero | 17:00 |
| São Paulo       | 6 - 0 | Mirassol            | Pacaembú          | 19 de enero | 19:30 |
| Bragantino      | 1 - 0 | Guaraní de Campinas | Nabi Abi Chedid   | 19 de enero | 21:30 |
| Botafogo        | 1 - 1 | São Bento           | Santa Cruz        | 20 de enero | 11:00 |
| Corinthians     | 1 - 1 | São Caetano         | Arena Corinthians | 20 de enero | 17:00 |
| Red Bull Brasil | 3 - 1 | Palmeiras           | Moisés Lucarelli  | 20 de enero | 19:00 |
| Ituano          | 0 - 1 | Novorizontino       | Novelli Junior    | 21 de enero | 18:15 |

| Ferroviária         | 0 - 0 | Ponte Preta     | Arena da Fonte Luminosa   | 23 de enero | 17:00 |
| Guaraní de Campinas | 2 - 1 | Corinthians     | Brinco de Ouro            | 23 de enero | 19:15 |
| Oeste               | 0 - 0 | Bragantino      | Arena Barueri             | 23 de enero | 19:15 |
| Palmeiras           | 2 - 0 | Botafogo        | Allianz Parque            | 23 de enero | 21:00 |
| Mirassol            | 1 - 0 | Red Bull Brasil | José Maria de Campos Maia | 24 de enero | 17:30 |
| São Bento           | 0 - 4 | Santos          | Walter Ribeiro            | 24 de enero | 19:15 |
| Novorizontino       | 0 - 4 | São Paulo       | Jorge Ismael de Biasi     | 24 de enero | 21:00 |
| São Caetano         | 0 - 0 | Ituano          | Anacleto Campanella       | 24 de enero | 21:00 |

| Guaraní de Campinas | 1 - 2 | Oeste         | Brinco de Ouro            | 26 de enero | 16:30 |
| Corinthians         | 1 - 0 | Ponte Preta   | Arena Corinthians         | 26 de enero | 19:00 |
| Santos              | 0 - 2 | São Paulo     | Pacaembú                  | 27 de enero | 17:00 |
| São Caetano         | 2 - 4 | Palmeiras     | Anacleto Campanella       | 27 de enero | 19:00 |
| Mirassol            | 0 - 0 | Novorizontino | José Maria de Campos Maia | 27 de enero | 19:00 |
| Red Bull Brasil     | 1 - 1 | Bragantino    | Moisés Lucarelli          | 27 de enero | 19:30 |
| Ituano              | 2 - 0 | São Bento     | Novelli Junior            | 28 de enero | 17:30 |
| Botafogo            | 1 - 2 | Ferroviária   | Santa Cruz                | 28 de enero | 20:00 |

| Corinthians   | 0 - 2 | Red Bull Brasil     | Arena Corinthians       | 30 de enero | 19:15 |
| Ponte Preta   | 3 - 0 | Mirassol            | Moisés Lucarelli        | 30 de enero | 19:15 |
| Oeste         | 0 - 1 | Palmeiras           | Arena Barueri           | 30 de enero | 21:00 |
| Novorizontino | 1 - 0 | Botafogo            | Jorge Ismael de Biasi   | 31 de enero | 17:00 |
| São Bento     | 1 - 1 | São Caetano         | Walter Ribeiro          | 31 de enero | 18:45 |
| Bragantino    | 1 - 5 | Santos              | Nabi Abi Chedid         | 31 de enero | 19:15 |
| São Paulo     | 4 - 0 | Guaraní de Campinas | Pacaembú                | 31 de enero | 21:00 |
| Ferroviária   | 2 - 1 | Ituano              | Arena da Fonte Luminosa | 31 de enero | 21:00 |

| Palmeiras   | 0 - 1 | Corinthians         | Allianz Parque            | 2 de febrero | 17:00 |
| Mirassol    | 2 - 2 | Guaraní de Campinas | José Maria de Campos Maia | 3 de febrero | 11:00 |
| São Paulo   | 6 - 0 | São Bento           | Pacaembú                  | 3 de febrero | 17:00 |
| Ituano      | 1 - 0 | Santos              | Novelli Junior            | 3 de febrero | 19:00 |
| Bragantino  | 2 - 1 | Ponte Preta         | Nabi Abi Chedid           | 3 de febrero | 19:00 |
| Oeste       | 2 - 2 | Novorizontino       | Arena Barueri             | 4 de febrero | 17:30 |
| Ferroviária | 1 - 2 | Red Bull Brasil     | Arena da Fonte Luminosa   | 4 de febrero | 20:00 |
| Botafogo    | 3 - 0 | São Caetano         | Santa Cruz                | 5 de febrero | 19:00 |

| Red Bull Brasil     | 2 - 1 | Ituano      | Moisés Lucarelli      | 8 de febrero  | 18:45 |
| São Bento           | 0 - 0 | Ferroviária | Walter Ribeiro        | 8 de febrero  | 21:00 |
| Santos              | 3 - 0 | Mirassol    | Pacaembú              | 9 de febrero  | 17:00 |
| São Caetano         | 1 - 3 | Oeste       | Anacleto Campanella   | 9 de febrero  | 19:00 |
| Ponte Preta         | 3 - 1 | São Paulo   | Nabi Abi Chedid       | 9 de febrero  | 19:00 |
| Novorizontino       | 1 - 0 | Corinthians | Jorge Ismael de Biasi | 10 de febrero | 17:00 |
| Guaraní de Campinas | 2 - 0 | Botafogo    | Brinco de Ouro        | 10 de febrero | 20:00 |
| Palmeiras           | 7 - 0 | Bragantino  | Pacaembú              | 11 de febrero | 20:00 |

| Ituano          | 2 - 0 | Mirassol            | Novelli Junior          | 15 de febrero | 18:45 |
| Red Bull Brasil | 5 - 1 | Botafogo            | Moisés Lucarelli        | 15 de febrero | 21:00 |
| São Caetano     | 4 - 4 | Bragantino          | Anacleto Campanella     | 16 de febrero | 16:30 |
| Novorizontino   | 0 - 0 | Ponte Preta         | Jorge Ismael de Biasi   | 16 de febrero | 21:00 |
| Ferroviária     | 0 - 0 | Palmeiras           | Arena de Fonte Luminosa | 17 de febrero | 17:00 |
| Corinthians     | 1 - 3 | São Paulo           | Arena Corinthians       | 17 de febrero | 19:00 |
| Oeste           | 1 - 0 | São Bento           | Arena Barueri           | 18 de febrero | 17:30 |
| Santos          | 3 - 0 | Guaraní de Campinas | Pacaembú                | 18 de febrero | 20:00 |

| Mirassol            | 2 - 1 | São Bento       | José Maria de Campos Maia | 22 de febrero | 18:45 |
| Bragantino          | 1 - 1 | Novorizontino   | Nabi Abi Chedid           | 22 de febrero | 21:00 |
| Guaraní de Campinas | 2 - 1 | São Caetano     | Brinco de Ouro            | 23 de febrero | 16:30 |
| Palmeiras           | 0 - 0 | Santos          | Allianz Parque            | 23 de febrero | 19:00 |
| São Paulo           | 5 - 3 | Red Bull Brasil | Morumbí                   | 24 de febrero | 17:00 |
| Ponte Preta         | 1 - 1 | Ituano          | Moisés Lucarelli          | 24 de febrero | 17:00 |
| Botafogo            | 0 - 1 | Corinthians     | Santa Cruz                | 24 de febrero | 19:00 |
| Ferroviária         | 2 - 1 | Oeste           | Arena da Fonte Luminosa   | 25 de febrero | 17:30 |

| Palmeiras           | 8 - 1 | Ituano        | Allianz Parque      | 27 de febrero | 21:30 |
| São Caetano         | 2 - 0 | Mirassol      | Anacleto Campanella | 1 de marzo    | 18:45 |
| Guaraní de Campinas | 1 - 1 | Ferroviária   | Brinco de Ouro      | 1 de marzo    | 21:00 |
| São Bento           | 0 - 0 | Corinthians   | Walter Ribeiro      | 2 de marzo    | 16:30 |
| Red Bull Brasil     | 3 - 0 | Novorizontino | Moisés Lucarelli    | 2 de marzo    | 16:30 |
| Santos              | 5 - 0 | Oeste         | Pacaembú            | 2 de marzo    | 19:00 |
| Bragantino          | 0 - 3 | São Paulo     | Nabi Abi Chedid     | 3 de marzo    | 19:00 |
| Ponte Preta         | 2 - 1 | Botafogo      | Moisés Lucarelli    | 4 de marzo    | 20:00 |

| Botafogo      | 2 - 1 | Bragantino          | Santa Cruz                | 8 de marzo  | 18:45 |
| Oeste         | 1 - 4 | Red Bull Brasil     | Arena Barueri             | 8 de marzo  | 19:00 |
| Ituano        | 2 - 1 | Guaraní de Campinas | Novelli Junior            | 8 de marzo  | 21:00 |
| Mirassol      | 0 - 2 | Palmeiras           | José Maria de Campos Maia | 9 de marzo  | 16:30 |
| São Paulo     | 2 - 2 | Ferroviária         | Pacaembú                  | 9 de marzo  | 21:00 |
| Corinthians   | 0 - 0 | Santos              | Arena Corinthians         | 10 de marzo | 16:00 |
| São Bento     | 1 - 2 | Ponte Preta         | Walter Ribeiro            | 10 de marzo | 19:00 |
| Novorizontino | 2 - 1 | São Caetano         | Jorge Ismael de Biasi     | 11 de marzo | 17:30 |

| Bragantino      | 0 - 3 | Ituano              | Nabi Abi Chedid           | 15 de marzo | 18:45 |
| Red Bull Brasil | 4 - 1 | São Bento           | Moisés Lucarelli          | 15 de marzo | 18:45 |
| Santos          | 2 - 3 | Novorizontino       | Pacaembú                  | 15 de marzo | 20:30 |
| Ferroviária     | 2 - 0 | São Caetano         | Arena da Fonte Luminosa   | 15 de marzo | 21:00 |
| São Paulo       | 2 - 0 | Palmeiras           | Morumbí                   | 16 de marzo | 16:30 |
| Ponte Preta     | 3 - 0 | Guaraní de Campinas | Moisés Lucarelli          | 16 de marzo | 19:00 |
| Corinthians     | 4 - 0 | Oeste               | Arena Corinthians         | 17 de marzo | 16:00 |
| Mirassol        | 1 - 1 | Botafogo            | José Maria de Campos Maia | 17 de marzo | 19:00 |

| Ituano              | 0 - 2 | Corinthians     | Novelli Junior        | 20 de marzo | 21:30 |
| Palmeiras           | 6 - 1 | Ponte Preta     | Allianz Parque        | 20 de marzo | 21:30 |
| São Caetano         | 1 - 7 | São Paulo       | Anacleto Campanella   | 20 de marzo | 21:30 |
| Botafogo            | 5 - 0 | Santos          | Santa Cruz            | 20 de marzo | 21:30 |
| Oeste               | 1 - 1 | Mirassol        | Arena Barueri         | 20 de marzo | 21:30 |
| Guaraní de Campinas | 1 - 2 | Red Bull Brasil | Brinco de Ouro        | 20 de marzo | 21:30 |
| Novorizontino       | 1 - 1 | Ferroviária     | Jorge Ismael de Biasi | 20 de marzo | 21:30 |
| São Bento           | 1 - 0 | Bragantino      | Walter Ribeiro        | 20 de marzo | 21:30 |

## Fase final
|  | Cuartos de final  | Cuartos de final  | Cuartos de final  |       |           | Semifinales               | Semifinales               | Semifinales               |  |  | Final            | Final            | Final            |
|  | 23 al 27 de marzo | 23 al 27 de marzo | 23 al 27 de marzo |       |           | 31 de marzo al 7 de abril | 31 de marzo al 7 de abril | 31 de marzo al 7 de abril |  |  | 14 y 21 de abril | 14 y 21 de abril | 14 y 21 de abril |
|  |                   |                   |                   |       |           |                           |                           |                           |  |  |                  |                  |                  |
|  | Red Bull Brasil   | 0                 | 0                 |       |           |                           |                           |                           |  |  |                  |                  |                  |
|  | Santos            | 2                 | 0                 |       |           |                           |                           |                           |  |  |                  |                  |                  |
|  | Santos            | 2                 | 0                 |       | Santos    | 1                         | 1 (6)                     |                           |  |  |                  |                  |                  |
|  |                   |                   |                   |       | Santos    | 1                         | 1 (6)                     |                           |  |  |                  |                  |                  |
|  |                   | Corinthians       | 2                 | 0 (7) |           |                           |                           |                           |  |  |                  |                  |                  |
|  | Corinthians       | Corinthians       | 2                 | 0 (7) | 1         | 1 (4)                     |                           |                           |  |  |                  |                  |                  |
|  | Corinthians       |                   |                   |       | 1         | 1 (4)                     |                           |                           |  |  |                  |                  |                  |
|  | Ferroviária       | 1                 | 1 (3)             |       |           |                           |                           |                           |  |  |                  |                  |                  |
|  |                   |                   |                   |       |           |                           |                           |                           |  |  | Corinthians      | 0                | 3                |
|  |                   |                   | São Paulo         | 0     | 2         |                           |                           |                           |  |  |                  |                  |                  |
|  | Palmeiras         | 1                 | 5                 |       |           |                           |                           |                           |  |  |                  |                  |                  |
|  | Novorizontino     | 1                 | 0                 |       |           |                           |                           |                           |  |  |                  |                  |                  |
|  | Novorizontino     | 1                 | 0                 |       | Palmeiras | 0                         | 0 (4)                     |                           |  |  |                  |                  |                  |
|  |                   |                   |                   |       | Palmeiras | 0                         | 0 (4)                     |                           |  |  |                  |                  |                  |
|  |                   | São Paulo         | 0                 | 0 (5) |           |                           |                           |                           |  |  |                  |                  |                  |
|  | Ituano            | São Paulo         | 0                 | 0 (5) | 0         | 1                         |                           |                           |  |  |                  |                  |                  |
|  | Ituano            |                   |                   |       | 0         | 1                         |                           |                           |  |  |                  |                  |                  |
|  | São Paulo         | 3                 | 4                 |       |           |                           |                           |                           |  |  |                  |                  |                  |

- Nota: En cada llave, el equipo ubicado en la primera línea es el que ejerce la localía en el partido de vuelta.

| Bandera del estado de São Paulo |
| Campeón                         |
| Corinthians 30.mo título        |

## Goleadores
| Jugador            | Selección     | Goles |
| ------------------ | ------------- | ----- |
| Rafael Costa       | Botafogo - SP | 7     |
| Diego Cardoso      | Guarani       | 7     |
| Ytalo              | RB Brasil     | 7     |
| Jean Mota          | Santos        | 7     |
| Gabriel Martinelli | Ituano        | 6     |
| Morato             | Ituano        | 6     |
| Matheus Jesus      | Oeste         | 6     |